# Smisje

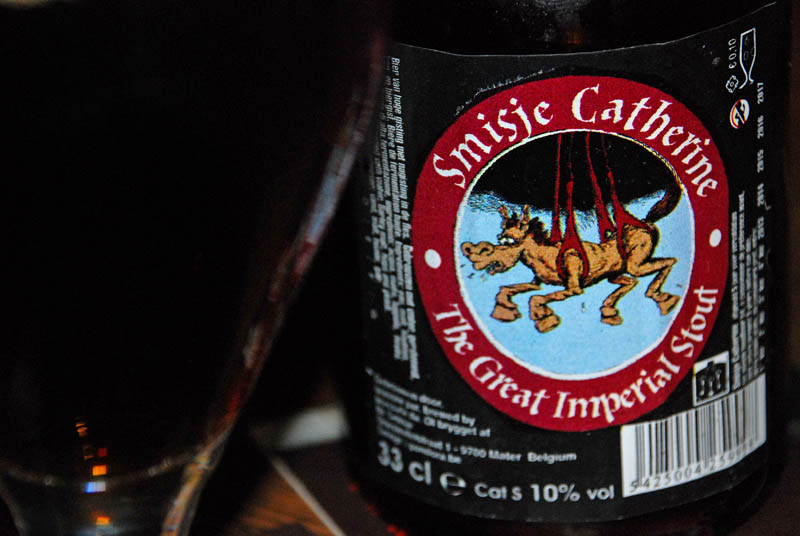
’t Smisje Catherine

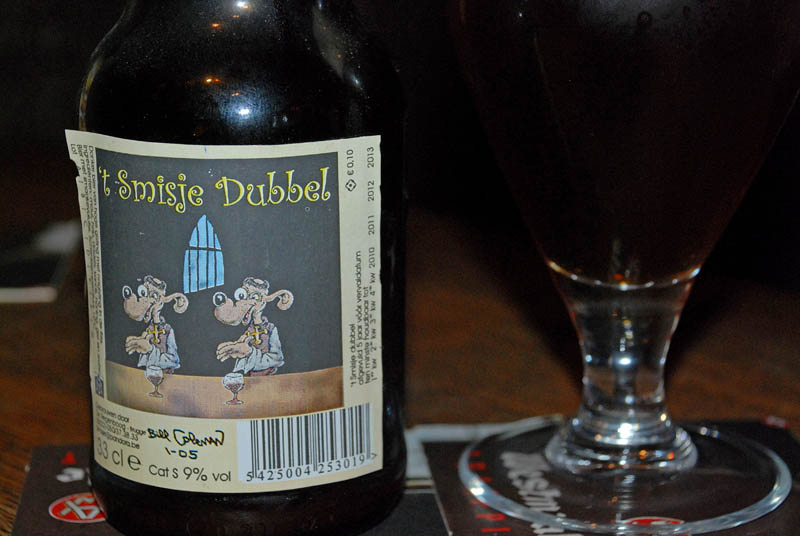
’t Smisje Dubbel

Smisje of 't Smisje is een Belgisch bier. Het werd gebrouwen door Brouwerij De Regenboog te Assebroek een deelgemeente van Brugge (heden Brouwerij Smisje te Mater, een deelgemeente van Oudenaarde).

## Achtergrond
Smisje is een verzamelnaam voor een aantal bieren waarvan de naam begint met ’t Smisje. Brouwerij De Regenboog heeft zo een hele verzameling bieren gemaakt. Een aantal waren reeds langer terug stopgezet. Oorspronkelijk begon de naam met 't Smisje, maar in de loop der jaren veranderde de naam van een aantal in Smisje. In het voorjaar 2010 deed de brouwerij een grondige herschikking van haar bieren. De meeste werden stopgezet en nieuwe werden gelanceerd. Omdat bierliefhebbers de Smisje-bieren zo uniek vonden, startten ze een Facebook-groep om de bieren toch verder te laten produceren, doch zonder succes.

De meeste tekeningen op de etiketten waren van Bill Coleman.

## De bieren
- 't Smisje Bananenbier was een blond bier van hoge gisting met een alcoholpercentage van 6%. Het werd gebrouwen sinds 2004 en stopgezet voor 2010. Het was een zoetig bier met bananenextract.[3]
- 't Smisje BBBourgondiër was een amberkleurig bier van hoge gisting met een alcoholpercentage van 12%. Het werd gebrouwen sinds 2002 en stopgezet voor 2010. De naam van het bier verwijst naar “Burgundian Babble Belt”, een website van liefhebbers van Belgisch bier.[4][5]
- 't Smisje Blond was een blond bier van hoge gisting met een alcoholpercentage van 6%. Het werd gebrouwen sinds 1995 en stopgezet voor 2010.
- 't Smisje Calva Reserva was een donker bier van hoge gisting met een alcoholpercentage van 12%. Het werd stopgezet voor 2010. Het was ’t Smisje Kerst die 6 maanden rijpte op vaten van Calvados, vandaar de naam “Calva”.[6]
- Smisje Catherine the Great of Smisje Catherine (met als ondertitel: The Great Imperial Stout) of 't Smisje Catherine was een donkere Imperial stout met een alcoholpercentage van 10%. Het werd gelanceerd op 24 mei 2007 en stopgezet in 2010. De naam verwees naar Catharina II van Rusland, tsarina in de tweede helft van de 18e eeuw. Het bier bevatte 4 soorten mout en naast gerst ook haver.[7]
- 't Smisje Cuvee of  't Smisje Cuvee 2005 was een donker bier van hoge gisting met een alcoholpercentage van 10%. Het werd eenmalig gebrouwen in 2005 ter gelegenheid van 10 jaar brouwerij De Regenboog. Slechts een 600-tal flessen van 75 cl – elk met een uniek nummer - werden toen geproduceerd.[8]
- 't Smisje Dubbel was een donker bier van hoge gisting met een alcoholpercentage van 9%. Het werd gelanceerd op 28 september 1997 en stopgezet in 2010. Dit bier bevatte dadels en honing.
- 't Smisje Fiori was een amberkleurig bier van hoge gisting met een alcoholpercentage van 7%. Het werd gelanceerd in 2007 en stopgezet voor 2010. Het is een bloemenbier (vandaar “Fiori”) dat werd gebrouwen op vraag van een Italiaanse verdeler.[9]
- 't Smisje Grande Reserva was een donker amberkleurig bier van hoge gisting met een alcoholpercentage van 11%. Het werd stopgezet voor 2010. Het was ’t Smisje Kerst, gerijpt op whisky-vaten.[10]
- 't Smisje Great Reserva was een donkere Imperial stout met een alcoholpercentage van 10%. Het werd stopgezet voor 2010. Het was ’t Smisje Catherine the Great die 5 maanden rijpte op cognacvaten.[11]
- 't Smisje Honing was een blond bier van hoge gisting met een alcoholpercentage van 6%. Het werd gelanceerd in 2004 en werd stopgezet voor 2010. Het bevatte honing.
- 't Smisje Honingbier Bruin was een donker bier van hoge gisting met een alcoholpercentage van 6%. Het bier werd gelanceerd in 1999 en stopgezet in 2008.[12]
- Smisje Kuvee Elektrik 979 W of 't Smisje Kuvee Elektrik 979 W was een donker bier van hoge gisting met een alcoholpercentage van 9%. Het werd gelanceerd op 14 mei 2008 en stopgezet in 2010. Het was een zeer bitter bier van 80 EBU.[13] Het werd gebrouwen op vraag van Chris Bauweraerts van de Brouwerij van Achouffe voor zijn vliegclub “Les Libellules”.
- 't Smisje Meso of Mesopotamisch bier was een blond bier van spontane gisting met een alcoholpercentage van 2,5%. Het werd eenmalig en zeer kleinschalig gebrouwen in 2007.[14] Het bier werd gebrouwen op vraag van twee Leuvense professoren die onderzoek deden in Syrië. Op kleitabletten van meer dan 4000 jaar oud hadden ze in spijkerschrift een bierrecept gevonden van Mesopotamië. Op basis van dit recept werd het bier terug gebrouwen, vandaar “Mesopotamisch bier”. Het was een bier op basis van ongedroogd groen mout met dadels. Het gisten gebeurde door de wilde flora van Assebroek. Hierdoor kreeg het bier ook een zeer zure smaak.[15] Het bier werd te koop aangeboden in de Koninklijke Musea voor Kunst en Geschiedenis.[16]
- 't Smisje Plus of Smisje + Dubbel IPA (zelfde bier) was een amberkleurig bier van hoge gisting met een alcoholpercentage van 10%. Het was een erg bittere India Pale Ale - 60 IBU – gemaakt via dry hopping.[17] Het werd gelanceerd op 1 augustus 2007 en stopgezet in 2010.
- 't Smisje Sleedoorn was een blond bier van hoge gisting met een alcoholpercentage van 6%. Het bier rijpte 2 maanden op sleedoorn.[18] Het werd stopgezet voor 2010.
- 't Smisje Sleedoorn Extra was een blond bier van hoge gisting met een alcoholpercentage van 7%. Dit bier rijpte 10 maanden op sleedoorn. Het werd stopgezet voor 2010.
- Smisje Tripel of 't Smisje Tripel was een blonde tripel met een alcoholpercentage van 9%. Het werd gelanceerd op 6 maart 1998 en stopgezet in 2010.